# Ǫ̌
Ǫ̌ (minuscule : ǫ̌), appelé O caron ogonek, est une lettre latine utilisée dans l’écriture du danezaa, du han et du tagish.
Il s’agit de la lettre O diacritée d’un caron et d’un ogonek.

## Représentations informatiques
Le O caron ogonek peut être représenté avec les caractères Unicode suivants : 
- précomposé et normalisé NFC (latin étendu B, diacritiques) :

| formes    | représentations | chaînes de caractères | points de code | descriptions                                       |
| --------- | --------------- | --------------------- | -------------- | -------------------------------------------------- |
| capitale  | Ǫ̌               | Ǫ◌̌                    | U+01EA U+030C  | lettre majuscule latine o ogonek diacritique caron |
| minuscule | ǫ̌               | ǫ◌̌                    | U+01EB U+030C  | lettre minuscule latine o ogonek diacritique caron |

- décomposé et normalisé NFD (latin de base, diacritiques) :

| formes    | représentations | chaînes de caractères | points de code       | descriptions                                                   |
| --------- | --------------- | --------------------- | -------------------- | -------------------------------------------------------------- |
| capitale  | Ǫ̌               | O◌̨◌̌                   | U+004F U+0328 U+030C | lettre majuscule latine o diacritique ogonek diacritique caron |
| minuscule | ǫ̌               | o◌̨◌̌                   | U+006F U+0328 U+030C | lettre minuscule latine o diacritique ogonek diacritique caron |